# 鹿城岗城址
鹿城岗城址位于河北省邢台市邢台县西沙窝村，随地形而建，南北约640米，东西约700米，是先秦时期的一座古城。该遗址被中华人民共和国国务院列入第七批全国重点文物保护单位。